# The Mamas and the Papas
The Mamas and the Papas est un groupe américain de rock, originaire de Los Angeles, en Californie. Le groupe enregistre et donne des concerts entre 1965 et 1968, puis se reforme brièvement en 1971.
Au milieu des années 1960, les Mamas and the Papas sont l'un des rares groupes américains, avec les Beach Boys et The Byrds, qui pouvaient soutenir la comparaison, commercialement parlant, avec les groupes de rock britanniques.

## Histoire

### Formation et débuts (1965–1966)
Le groupe se compose de John Phillips, Cass Elliot (« Mama Cass »), Denny Doherty et Michelle Phillips (les deux Phillips étaient mariés, au début de l'activité du groupe). Il se forme à partir des groupes de folk The New Journeymen et Mugwumps d'où sont issus les groupes The Lovin' Spoonful et The Mamas and the Papas. Appelé à l'origine The Magic Circle, le groupe cherche un nom plus facile à retenir pour la sortie de son premier album, If You Can Believe Your Eyes and Ears. Michelle connaissait une bande de Hell's Angels et ceux-ci appellent leur copine « mama ». Michelle et Cass pensent alors à se faire appeler « Mamas », et les deux hommes du groupe sont d’accord pour « Papas ».
Leur premier album contient leurs deux morceaux les plus connus, California Dreamin' et Monday, Monday, respectivement classés quatrième et en tête du Billboard Hot 100 au moment de leur sortie.
Le groupe connaît des conflits liés aux relations qu’entretiennent Michelle Phillips et Denny Doherty. Pour compliquer un peu plus la situation, Michelle tombe amoureuse de Gene Clark, du groupe The Byrds, ce qui aboutit à l’exclusion de Michelle du groupe en juin 1966. Elle est remplacée par Jill Gibson pour l’enregistrement du second album, simplement intitulé The Mamas and the Papas. Elle ne semble pas faire l’affaire, et Michelle est réintégrée dans le groupe à la demande de John.

### Deliveret séparation (1967–1971)

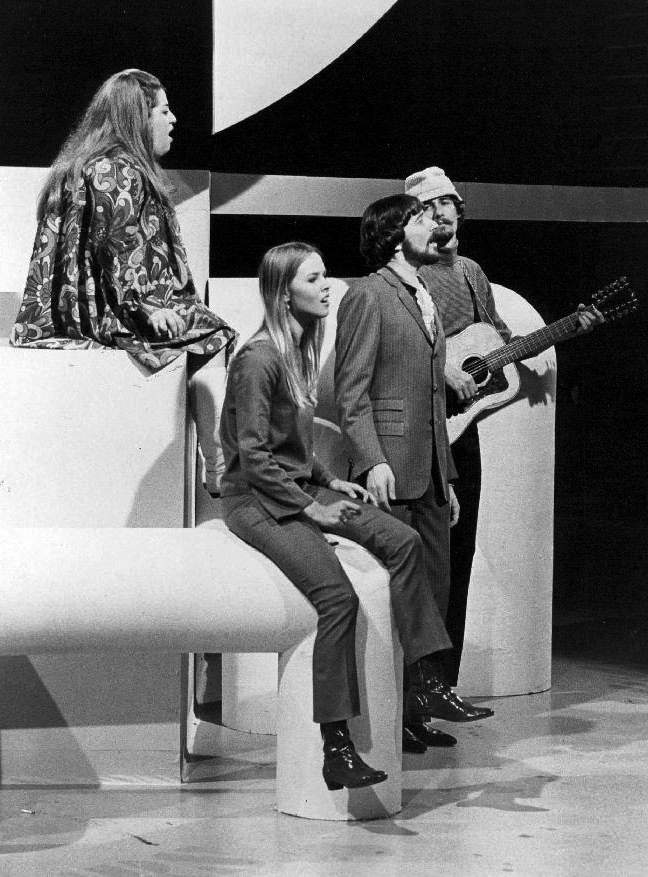
The Mamas and the Papas au Ed Sullivan Show en 1967.

John et Michelle se réconcilient par la suite. Le troisième album du groupe, Deliver, sort en février 1967, et atteint la deuxième place des charts. Mais Denny vit mal la réconciliation des Phillips et devient alcoolique. En juin de la même année, le groupe fait la clôture du Festival international de musique pop de Monterey, mais ils ne sont pas très brillants, étant trop pris par l'organisation du festival pour répéter.
Le groupe étant en manque d’inspiration, leur compagnie de disque sort une compilation composée de leurs plus grands succès (Greatest Hits). Le groupe se sépare officiellement le 28 juin 1968, après un quatrième album intitulé The Papas and the Mamas. Selon Cass Elliot, la rupture est liée à son souhait de faire une carrière solo.
Ils effectuent un dernier live au Ed Sullivan Show, six jours avant leur séparation en 1968.
Ayant signé pour cinq albums chez Dunhill Records, les quatre membres reforment le groupe en 1971, pour produire People Like Us. Ils enregistrent ce cinquième et dernier album séparément, chacun de leur côté.

### Post-séparation
Après la séparation définitive du groupe, en 1971, Michelle Phillips se lance dans le cinéma après un album solo passé inaperçu. Cass Elliot, dont la carrière solo connut un certain succès, est morte d’une crise cardiaque, après un concert, le 29 juillet 1974. John Phillips, après avoir enregistré un album solo tout à la fin des années 1970 (John, the Wolf King of L.A.), relance, dans les années 1980 The New Mamas and the Papas, avec Denny Doherty, sa fille Mackenzie Phillips et Spanky McFarlane, et meurt de problèmes cardiaques le 18 mars 2001. Denny Doherty devient animateur d'émissions de variétés au Canada. Il meurt le 19 janvier 2007 d'une rupture d'anévrisme abdominal.

## Discographie

### Albums studio
- 1966 : If You Can Believe Your Eyes and Ears
- 1966 : The Mamas and the Papas
- 1967 : Deliver
- 1968 : The Papas and the Mamas
- 1971 : People Like Us

### Singles
- 1965 : Go Where You Wanna Go
- 1965 : California Dreamin'
- 1966 : Monday, Monday
- 1966 : I Saw Her Again
- 1966 : Words of Love
- 1966 :  Dancing in the Street (couplé avec Words of Love)
- 1966 : Look Through My Window
- 1967 : Dedicated to the One I Love
- 1967 : Creeque Alley
- 1967 : My Girl
- 1967 : Glad to Be Unhappy
- 1967 : Dancing Bear
- 1967 : Twelve Thirty
- 1968 : Safe in My Garden
- 1968 : Dream a Little Dream of Me
- 1968 : For The Love of Ivy
- 1968 : Do You Wanna Dance?
- 1972 : Step Out